# Пораке рудощокий
Пора́ке рудощокий (Nyctidromus albicollis) — вид дрімлюгоподібних птахів родини дрімлюгових (Caprimulgidae). Мешкає в США, Мексиці, Центральній і Південній Америці.

## Опис
Довжина птаха становить 22-28 см. Крила широкі, округлої форми, хвіст відносно довгий. Існують дві морфи: сірувато-коричнева і рудувато-коричнева. У представників сіруватої морфи тім'я і потилиця сірі, контрастують з рудувато-коричневими щоками. Верхня частина тіла темно-коричнева, поцяткована коричними і каштановими плямками, на плечах білуваті і бурі плямки. На горлі біла пляма, груди сіруваті, нижня частина тіла коричнева, поцяткована тонкими темними смужками.  У представників рудувато-коричневої морфи тім'я і спина є більш рудувато-коричневими, контраст з щоками є менший. У самців на крилах є білі плямі, помітні в польоті, крайні стернові пера на кінці білі. У самиць смуга на крилах є вузька, коричнева, білі плями на хвості менші.

## Підвиди
Виділяють шість підвидів:
- N. a. insularis Nelson, 1898 — острови Лас-Трес-Маріас[es] (біля західного узбережжя Мексики);
- N. a. merrilli Sennett, 1888 — південь Техасу і південний схід Мексики;
- N. a. yucatanensis Nelson, 1901 — західне і східне узбережжя Мексики, півострів Юкатан, Беліз і центральна Гватемала;
- N. a. gilvus Bangs, 1902 — від центральної Панами до північної Колумбії, можливо, також до західної Венесуели;
- N. a. albicollis (Gmelin, JF, 1789) — від південної Гватемали до Гвіани, центральної Бразилії і північної Болівії;
- N. a. derbyanus Gould, 1838 — центральна і південна Бразилія, Парагвай і північно-східна Аргентина, трапляються в Уругваї][5].

## Поширення і екологія
Рудощокі пораке поширені від Техасу і північно-східної Мексики до нижньої течії річки Парана в Аргентині. Вони живуть у вологих і сухих рівнинних тропічних лісах, на узліссях і галявинах, в рідколіссях і чагарникових заростях, на луках, пасовищах, болотах і плантаціях. Зустрічаються на висоті до 2300 м над рівнем моря. Живляться комахами, яких ловлять в польоті. Відкладають яйця в неглибоку ямку в землі, серед опалого листя. В кладці 1-2 яйця.

## Збереження
МСОП класифікує цей вид як такий, що не потребує особливого заходу зі збереження. За оцінками дослідників, популяція рудощоких пораке становить 20 мільйонів птахів.